# Marmosa andersoni
L'opossum topo di Anderson  (Marmosa andersoni Pine, 1972) è un marsupiale appartenente alla famiglia dei Didelfidi, endemico del Perù meridionale.

## Tassonomia
In base a recenti analisi molecolari, che indicano una maggiore distanza filogenetica dell'oppossum di Anderson rispetto alle altre specie del genere Marmosa, alcuni ricercatori pongono la specie nel differente genere (o sottogenere) Stegomarmosa.

## Descrizione
È un piccolo marsupiale simile ad un topo, privo di marsupio e con gli occhi marcati da un contorno scuro. Il corpo è lungo al massimo 20 cm, esclusa la lunga coda prensile che può raggiungere i 24 cm, e dal peso approssimativo di 35 g nelle femmine e di 64 g nei maschi. La pelliccia, fine e vellutata, appare marrone-rossastra nella parte superiore del corpo e giallo-grigia nella regione inferiore.

## Distribuzione e habitat
La specie è endemica del Perù meridionale ed è stata rinvenuta in due località nelle prossimità di Cusco. Abita le foreste collinari prediligendo i corsi d'acqua ed altre zone umide.

## Biologia
Il suo comportamento è poco conosciuto. Come le altre specie affini dovrebbe essere notturno ed arboricolo. La sua dieta potrebbe comprendere insetti e frutti ma anche piccoli roditori, lucertole e uova d'uccello. La specie potrebbe essere riproduttiva durante tutto l'anno o durante una stagione appropriata.

## Status e conservazione
La IUCN Red List classifica questa specie come in pericolo critico di estinzione.

La Zoological Society of London, in base a criteri di unicità evolutiva e di esiguità della popolazione, considera Marmosa andersoni una delle 100 specie di mammiferi a maggiore rischio di estinzione.